# Labergement-Sainte-Marie
Labergement-Sainte-Marie är en kommun i departementet Doubs i regionen Bourgogne-Franche-Comté i östra Frankrike. Kommunen ligger i kantonen Mouthe som tillhör arrondissementet Pontarlier. År 2022 hade Labergement-Sainte-Marie 1 257 invånare.

## Befolkningsutveckling
Antalet invånare i kommunen Labergement-Sainte-Marie
Referens:INSEE